# Mistrzostwa Europy w Zapasach 1946
19. Mistrzostwa Europy w zapasach odbywały się w 1946 roku w Sztokholmie (Szwecja).

## Medaliści
| Konkurencja: | Złoto            | Srebro          | Brąz            |
| ------------ | ---------------- | --------------- | --------------- |
| -52kg        | Lenni Viitala    | Monty Håkansson | Georges Labadie |
| -57kg        | Lajos Bencze     | Nasuh Akar      | Erkki Johansson |
| -62kg        | Gazanfer Bilge   | Olle Anderberg  | Paavo Hietala   |
| -67kg        | Celal Atik       | Gösta Frändfors | Lauri Kangas    |
| -73kg        | Yaşar Doğu       | Kálmán Sóvári   | Karl Schaad     |
| -79kg        | Eino Virtanen    | Mahmut Çeterez  | Axel Grönberg   |
| -87kg        | Bengt Fahlkvist  | Fritz Stöckli   | Muharrem Candaş |
| +87kg        | Bertil Antonsson | Willy Lardon    | Mehmet Çoban    |

## Tabela medalowa
| Lp. | Państwo    | Złoto | Srebro | Brąz |
| --- | ---------- | ----- | ------ | ---- |
| 1   | Turcja     | 3     | 2      | 1    |
| 2   | Szwecja    | 2     | 3      | 2    |
| 3   | Finlandia  | 2     | 0      | 2    |
| 4   | Węgry      | 1     | 1      | 0    |
| 5   | Szwajcaria | 0     | 2      | 1    |